# Ritva Jacobsson
Ritva Charlotte Maria Jacobsson, född den 1 april 1932 i Helsingfors, är en svensk klassisk filolog.
Ritva Jacobsson avlade filosofie licentiatexamen vid Stockholms universitet 1963 och promoverades till filosofie doktor där 1968. Hon blev lektor vid Stockholms musikgymnasium 1964 och docent i latinska språket vid Stockholms universitet 1968. Ritva Jacobsson tilldelades professors namn 1993. Hon har medverkat i Sveriges Radio med kurser bland annat i latin. Ritva Jacobsson har publicerat en översättning av Swedenborgs skapelsedrama De Cultu et Amore Dei (1961), Historia. Études sur la genèse des offices versifiés (doktorsavhandling 1968), Corpus Troporum (I, 1975; III, 1982) och Pax et Sapientia (utgivare, 1986). Hon har även skrivit artiklar om medeltida latinsk liturgi och Centralamerika i fack- och dagspress.